# Вагнер, Роберт (дирижёр)
Роберт Вагнер (нем. Robert Wagner; 20 апреля 1915, Вена — 21 декабря 2008, Мюнстер) — австрийский дирижёр.

## Биография
С 1929 по 1937 год учился в Венской музыкальной академии у Франца Шмидта (фортепиано), Йозефа Маркса (композиция) и Феликса Вайнгартнера (дирижирование). Изучал также музыковедение в Венском университете, в 1938 году получил докторскую степень, защитив диссертацию по творчеству своего учителя Шмидта. В 1940 году оркестровал и впервые исполнил незавершённую кантату Шмидта «Немецкое Воскресение».
В качестве композитора и пианиста Роберт Вагнер дебютировал в 1933 году. Его дебют в качестве дирижёра состоялся в 1936 году в Вене. С 1938 по 1944 год работал дирижёром в оперном театре Граца. В 1945—1951 годах главный дирижёр зальцбургского оркестра Моцартеум, с 1947 года также преподаватель в Моцартеуме. В 1951—1961 годах генеральмузикдиректор в Мюнстере, в 1961—1965 годах в Инсбруке (руководитель Инсбрукского городского оркестра). В 1965 году вернулся в Зальцбург, где занял пост ректора консерватории Моцартеум (до 1971 года). В 1970-е гг. работал в Стамбуле. В 1995 году в связи с 80-летием награждён почётной золотой медалью Моцартеума.